# 安城市立安城南部小学校
安城市立安城南部小学校（あんじょうしりつ あんじょうなんぶしょうがっこう）は、愛知県安城市安城町城堀48番地にある公立小学校。

## 地理
学区は安城市の南東部に位置する。学校の北約1㎞の場所にJR東海道本線が通り、学校の南約1.8kmの場所に東海道新幹線が通っている。学区の東側を矢作川が流れている。学校の敷地は安祥城の外周にあり、周囲は1991年（平成3年）開館の安城市歴史博物館などを含む安祥城址公園として整備されている。学区内には安祥城のほかに、十三塚、東条塚、姫塚、千人塚、安城陣屋跡、七つ井の里、義人中川覚右衛門の墓などの史跡がある。

## 歴史
1906年（明治39年）に安城村など碧海郡の8村が合併して安城町が発足すると、1908年（明治41年）には安城村立安城第一尋常小学校が廃校となり、改めて安城町立第二尋常小学校が設立された（※第一から第二に変更）。

### 年表
前身の学校
- 1872年（明治5年）7月 - 安城村東尾の了雲院に義校を設置。[1][2]
- 1874年（明治7年）8月 - 第54番連合小学安祥学校に改称。[1][2]
- 1875年（明治8年）7月 - 安城学校に改称。[2]
- 1879年（明治12年）1月 - 碧海郡第34番小学安城学校に改称。[2]
- 1887年（明治20年）4月 - 碧海郡尋常小学安城学校に改称。[2]
- 1892年（明治25年）9月 - 安城村立安城尋常小学校に改称。[2]
- 1907年（明治40年）1月 - 安城町立安城第一尋常小学校に改称。[2]
- 1908年（明治41年）3月 - 安城町立安城第一尋常小学校が廃校となる。[2]

開校後
- 1908年（明治41年）4月 - 安城と古井を区域として安城町立安城第二尋常小学校が開校。[1][2]
- 1912年（明治44年）6月 - 城堀に移転。[2]
- 1920年（大正9年）1月10日 - 校歌を制定。[1]
- 1941年（昭和16年）4月1日 - 安城町立安城第二国民学校に改称。[2]
- 1947年（昭和22年）4月1日 - 安城町立安城第二尋常小学校に改称。[2]
- 1948年（昭和23年）10月1日 - 安城村立安城南部小学校と改称。[2]
- 1952年（昭和27年）5月5日 - 安城町が市制施行して安城市立安城南部小学校に改称。[2]
- 1958年（昭和33年）4月1日 - 創立50周年。[2]
- 1971年（昭和46年）4月1日 - 安城市立祥南小学校が分離独立。[1]
- 2008年（平成20年）4月1日 - 創立100周年。[2]

### 児童数の変遷
『愛知県小中学校誌』（2018年）によると、児童数の変遷は以下の通りである。
| 1947年（昭和22年） | 542人 |  |
| 1957年（昭和32年） | 640人 |  |
| 1967年（昭和42年） | 801人 |  |
| 1977年（昭和52年） | 507人 |  |
| 1987年（昭和62年） | 666人 |  |
| 1997年（平成9年）  | 577人 |  |
| 2007年（平成19年） | 658人 |  |
| 2017年（平成29年） | 605人 |  |